# Henry Mayr-Harting
Henry Maria Robert Egmont Mayr-Harting (6 de abril de 1936 - ) foi o Regius Professor de História Eclesiástica da Universidade de Oxford e um cônego da Christ Church entre 1997 e 2003. Ele era filho de pais vienenses, Herbert Mayr-Harting e Anna Mayr-Harting (solteira, Münzer), e nasceu em Praga.
Ele foi educado na Douai School e no Merton College (BA 1957, MA 1961, DPhil 1961). Ele lecionou História Medieval na Universidade de Liverpool entre 1960 e 1968, retornando então para Oxford para se tornar um professor associado e Tutor em História Medieval no St Peter's College de 1968 até 1997, quando ele foi apontado como "Associado Emeritus". Entre 1976 e 1997, ele também lecionou História Medieval no Merton College. Ele foi o Slade Professor of Fine Art no ano acadêmico de 1987-88 e, em 1993, foi nomeado "Leitor da Universidade" em sua matéria. Em 1997, ele se tornou o primeiro católico e o primeiro leigo a ser apontado como Regius Professor na Universidade de Oxford. Ele se aposentou de todas estas funções em 2003.
Em 1968, Mayr-Harting casou com Caroline Mary Humphries e tiveram um filho, Felix (n. 1969), e uma filha, Ursula (n. 1972). 
É irmão do diplomata Thomas Mayr-Harting.

## Seleção de obras
| - Henry Mayr-Harting, The Bishops of Chichester and the Administration of Their Diocese, 1075-1207: with a Collection of Acta (University of Oxford DPhil thesis, 1961) - Viduquindo de Corvey, Res gestae Saxonicae, tr. Henry Mayr-Harting (typescript 1962, privately bound 1995) - Henry Mayr-Harting, The Bishops of Chichester, 1075-1207: Biographical Notes and Problems (Chichester: Chichester City Council, 1963) - Henry Mayr-Harting, ed. and introduction, Diocesis Cicestrensis: The Acta of the Bishops of Chichester, 1075-1207 (Canterbury and York Society Series 56, Torquay: Devonshire Press, 1964) - Henry Mayr-Harting, The Coming of Christianity to Anglo-Saxon England (London: B. T. Batsford]], 1972; London: Book Club Associates, 1977; 3rd edn, London: Batsford; University Park: Pennsylvania State University Press, 1991) ISBN 978-0271007694 - Henry Mayr-Harting, 'Functions of a Twelfth-Century Recluse', History 60 (1975), 337-52 - Henry Mayr-Harting, The Venerable Bede, the Rule of St Benedict, and Social Class (Jarrow Lecture 1976, Jarrow: Rector of Jarrow, 1976) ISBN 0903495031 - Henry Mayr-Harting and R.I. Moore, eds, Studies in Medieval History Presented to R.H.C. Davis (London: Hambledon Press, 1985) - Henry Mayr-Harting, Saint Wilfrid (London: Catholic Truth Society, 1986) - Henry Mayr-Harting, ed., St Hugh of Lincoln: Lectures Delivered at Oxford and Lincoln to Celebrate the Eighth Centenary of St Hugh's Consecration as Bishop of Lincoln (Oxford: Clarendon Press, 1987) | - Henry Mayr-Harting, 'The Foundation of Peterhouse, Cambridge (1284) and the Rule of Saint Benedict', English Historical Review 103 (1988), 318 - Henry Mayr-Harting, Ottonian Book Illumination: an Historical Study (2 vols, London: Harvey Miller, 1991; 2nd edn, London: Harvey Miller, 1999) ISBN 978-1872501796 - Henry Mayr-Harting, Two conversions to Christianity: the Bulgarians and the Anglo-Saxons (Stenton Lecture 1993, Reading: University of Reading, 1994) - Henry Mayr-Harting, 'Charlemagne, the Saxons, and the Imperial Coronation of 800', English Historical Review 111:444 (November 1996), 1113-33 - Henry Mayr-Harting, Perceptions of Angels in History: an Inaugural Lecture Delivered in the University of Oxford on 14 November 1997 (Oxford: Clarendon Press, 1998) - Henry Mayr-Harting, 'Liudprand of Cremona's Account of his Legation to Constantinople (968) and Ottonian Imperial Strategy', English Historical Review 116 (2001) 539 - Richard Harries and Henry Mayr-Harting, eds, Christianity: Two Thousand Years (Oxford: Oxford University Press, 2001) - Henry Mayr-Harting, 'The Uta Codex: Art, Philosophy, and Reform in Eleventh-Century Germany', Catholic Historical Review 88:4 (October 2002), 759-61 - Henry Mayr-Harting, Melbourne Church in its Earliest Historical Surroundings: the Friends First Public Lecture (Melbourne: Friends of Melbourne Parish Church, 2004) - Henry Mayr-Harting, Church and Cosmos in Early Ottonian Germany: The View from Cologne (Oxford: Oxford University Press, 2007) ISBN 978-0199210718 |